# كافنديش (ون بيس)
كافنديش (キ ャ ベ ン デ ィ ッ シ ュ), وهو أحد شخصيات انمي ومانغا ون بيس، ويلقب بالحصان الابيض كافنديش أو بأمير القراصنة وهو كابتن قراصنة الجميل وقائد الفرقة الأولى من أسطول قراصنة قبعة القش، وقد شارك في بطولة كوريدا الكولوسيوم في دريسروزا للحصول على فاكهة ميرا ميرا نومي، وبعد ان تمت هزيمة دون كيهوتي دوفلامنجو، أعلن كافنديش ولائه لمونكي دي لوفي وانضم إلى اسطوله، ويعاني كافنديش من انفصام الشخصية حيث شخصيته الثانية تدعىهاكوبا وهو قاتل متعطش للدماء، أيضا توجد مكافأة على رأس كافنديش قدرها 330.000.000 بيلي.

## مظهره
يعتبر كافنديش شخص جميل جدا وجذاب للنساء والرجال، وعادة ما يكون لامعا، وايضا يرسمه اودا بالطريقة التي يرسم بها النساء، وهو رجل نحيف قليلا ولديه عضلات وايضا هو طويل القامة ولديه شعر أشقر يمتد إلى كتفيه، وهو ابيض البشرة مع اعين زرقاء اللون

و هو يرتدي قبعة رعاة بقر كبيرة ولونها اسود مع ريشة زرقاء عليها، وهو يرتدي قميص ابيض مقتوح الصدر، وبنطاله لونه ارجواني داكن في الانمي، ويوجد على بنطاله خط ابيض نحيف، وايضا يحتوي بنطاله على نجمة صفراء واطارها ازرق على ركبتيه، ويرتدي احذية ذات كعب عالي لونها بني، وهو يحمل سيفه معه

و عندما يتحول على هيئة هاكوبا فيتغير وجهه ويصبح ذو ملامح شيطانية، ويصبح وجهه مظلل أيضا تصبح عيناه بيضاء ويختفي البؤبؤ، ويفتح فمه دائما مع ابتسامة شيطانية بدون ظهور الاسنان، وايضا يصبح وجهه يشبه القناع، وفي الانمي يكون صوته اعلى واشد من قبل

و عندما يتقاتل كل من شخصية كافنديش وهاكوبا داخل جسمه فيصبح نصف هاكوبا ونصف كافنديش.

## شخصيته
بسبب جماله كافنديش شخص متغطرس ومغرور وفخور بنفسه، وهو دائما يحاول لفت الانظار عليه، لذلك قرر القضاء على قراصنة الجيل الاسوأ الذين سرقوا منه الاضواء قبل عامين، حيث انه طعن ملصقات المطلوبين الخاصة بهم لكرهه لهم، وايضا يكره كافنديش ان يتم تجاهل كلامه من قبل شخص، وايضا بسبب غيرته فهو مصر على هزيمة الشخص الذي يريد قتله فقد تصدى لتشينجاو عندما حاول قتال لوفي، وايضا كافنديش مستعد لقتال أي شخص يبعد فريسته عنه مثل بارتولوميو، واظهر كافنديش حبه لحصانة الابيض فارول وقد غضب جدا عندما تعرض فارول للإصابة، وقد اراد الانتقام له من قراصنة دونكيهوتي، وتبين انه يحب حصانه بشدة

و يبدو انه يتمتع بالفخامة، حيث انه كان يجلس على طاولة ملية بالطعام والعشاء الفاخر وقد كان لديه نادل 

و قد بدى كافنديش مؤنس للتحدث مع لوسي (لم يكن يعرف انه لوفي الذي هو أحد الجيل الاسوأ), ويبدو انه مهذب في الكلام مع الغرباء والعامة، وقد بدا هادئ عندما فاز بارتولوميو على الرغم من سمعته السيئة

ويبدو انه يحب اكل الزهور فقد ظهر مرة وهو ياكل الوردة التي يحملها معه

و هو يكره الناس الذين يمتلكون شعبية عالية، واظهر التعاطف مع الناس الذين ليس لديهم شعبية كما فعل مع ريبيكا عندما غضب من الجمهور الذي يسبها، ويبدو انه يمتلك شرف حيث قال بانه مستعد لتقديم حياته من اجل الجمهور، وايضا كافنديش شخص نبيل فعدما اراد ترافلجار لاو البقاء والقتال مع لوفي ضد دوفلامنجو قال له كافنديش بانه إذا كان عازما على الموت فأنه لن يتمكن الأ إذا مات كافنديش

كافنديش يمتلك شخصية ثانية وهو هاكوبا، وهو يظهر عادة عندما يكون كافنديش نائما وهو قاسي ومتعطش للدماء، فهو يقطع الجميع من حوله بسرعة شديدة، وهو دائما يكون مبتسم، ويعلم كافنديش بقوة هاكوبا لكنه غير قادر على التحكم به، وقد غضب كافنديش من هاكوبا عندما اراد الهجوم على نيكو روين، ويكره كافنديش اصحاب الشعبية الكبيرة، ويحب استرداد الشعبية منهم.

## علاقاته

### طاقمه

#### فارول
كافنديش يحب فرسه فارول كثيرا ويعامله باحترام وقد انزعج كافنديش ولم يكن راضيا على ان يركب فارول أكثر من شخص، وعندما اصاب فارول سعى فورا للانتقام له.

#### سليمان
بعد ان تمت هزيمة دوفلامنجو، انظم مجرم الحرب سليمان إلى طاقم كافنديش، لم يعرف الكثير عن علاقاتهما لكن كان سليمان منزعج من كافنديش ووصفه بالاحمق.

### الجيل الاسوأ
يكره كافنديش قراصنة الجيل الاسوأ، حيث انه كان مشهورا جدا قبل ظهورهم وقد سرقوا منه الاضواء بسبب افعالهم الجريئة، وايضا أصبح مارشال دي تيتش المعروف باللحية السوداء ظمنهم، لذلك قرر القضاء على أي شخص يراه منهم.

### مونكي دي لوفي عمك
لأن لوفي أحد قراصنة الجيل الأسوأ فقد اراد كافنديش قتله

في بداية لأقائهما كان كافنديش وديا جدا مع لوفي الذي كان تحت اسم لوسي، إلى ان قام دوت تشينجاو بكشف هوية لوفي، فبعدها قرر كافنديش قتل لوفي، وقد غضب بسبب شعبية لوفي العالية جدا واراد قتله بعد انتهاء جولته، لكنه فشل

و بعد ان تحول كافنديش إلى دمية من قبل قراصنة دونكيهوتي، ومن ثم تحرر وعاد إلى انسان بفضل اوسوب، ترك كافنديش حقده على لوفي، وقد اراد مساعدته، حتى انه لم يرد قتال لوفي وزورو عندما التقى بهم حتى لاو لم يرد قتاله، رغم ان لاو من الجيل الاسوأ أيضا وقد توقع لاو بان كافنديش سيقتله لكنه لم يفعل

و قد قاتل كافنديش جنبا لجنب مع لوفي ضد قراصنة دونكيهوتي، وقد اراد كغيره قتل دوفلامنجو لكنه ترك الامر للوفي بعد ان اصيب فارول، وقد حضى كافنديش بثقة من لوفي، وبعد هزيمة دوفلامنجو حضى لوفي على احترام كافنديش وقد انظم كافنديش لأسطول قراصنة قبعة القش واصبح قائد الفرقة الأولى.

### ترافلجار لاو
مثل لوفي فلاو هو أحد قراصنة الجيل الاسوأ وقد اراد كافنديش قتله عندما التقى به لكنه توقف لأن لوفي قال له بانه صديقه، ولكن بعد ترك حقده على لوفي ترك كافنديش حقده على لاو أيضا وقاتل معه ضد قراصنة دونكيهوتي، وقد ترك لوفي لاو بين ايدي كافنديش خلال معركته مع دوفلامنجو، وقد اراد لاو البقاء مع لوفي لقتال دوفلامنجو لكن كافنديش رفض ذلك.

### مصارعو الكولوسيوم

#### ريبيكا و ميي ا ر
عندما كان الجماهير يصرخون على ريبيكا غضب منهم كافنديش وقال لهم ان ارادو القتال فاليفعلوا بانفسهم، وقد شكرت ريبيكا كافنديش على مساندتها لكن كافنديش اخبرها انه لاتزال عدوة له، واثناء القتال بدى كافنديش معجب بأسلوبها.

#### بارتولوميو
في البداية كان كافنديش عدة لبارتولوميو لانه اراد الحصول على فاكهة ميرا ميرا نومي، ولكن فيما بعد تعاون الاثنان معا لهزيمة قراصنة دونكيهوتي

و قد اظهر كافنديش وبارتولوميو بعض التنافس مثل زورو وسانجي حيث انهم تنافسوا اثناء القتال ضد غلاديوس حيث رفض بارتولوميو ادخال كافنديش إلى جداره لحمايته من هجوم غلاديوس لكنه ادخله بعدها.

## قوته وقدراته
حقيقة انه يمتلك مكافأة قدرها 330.000.000 بيلي يدل على انه قوي جدا رغم انه لم يأكل فاكهة شيطان، وقد قال بانه كان قرصان قوي قبل ثلاث سنوات وسيئ السمعة، قبل ظهور الجيل الاسوأ، وبسبب جماله فهو قادر على جذب النساء

يمتلك كافنديش حصان يدعى فارول وهو قادر على ركوبه ببراعة وقادر على السير به على الطرق الوعرة، وهو بارع جدا في القتال في السيف فكما قال عنه نائب الإدميرال باستيل فهو عبقري في السيف.

### القوة البدنية
يمتلك كافنديش قوة تحمل أكثر من البشر العادين فقد تمكن من الوقوف امام نطحة تشينجاو دون التأثر به، وايضا تمكن كافنديش من التصدي لرصاصات الخيوط من قبل دوفلامنجو لحماية روبين.

### هاكوبا
كافنديش لديه حالة غير عادية عندما يكون مخدر أو نائم أو مضطرب، ومن ثم يتحول إلى هاكوبا الذي يمتلك سرعة جنونية لا تصدق فلا يمكن رؤيته حتى بهاكي التنبؤ صعب ان يرى، ففي مملكة رومل كان الناس يعتقد ان الرياح هي التي تقطع الناس لذلك أصبحت هناك ظاهرة تسمى نجل رومل، ومثال اخر لسرعته انه تمكن من هزيمة ديلنغر أحد منفذي قراصنة دونكيهوتي بضربة واحدة دون ان يره حتى وقام بتقطيعه بعدها

و في معركة الكولوسيوم تمكن هاكوبا من قطع جميع المشاركين بسرعة وبسهولة شديدة رغم ذلك فهو لم يفز لأن ريبيكا بالكاد تمكنت من تجنب هجومه ومن ثم نام كافنديش لتفوز ريبيكا، هاكوبا لا يصلح لان يكون حليف في القتال فهو يقطع الجميع بسرعة

و يمتلك كافنديش سيف وهو أحد السيوف الملعونة ويسمى نصل الجمال وهو سيف لامع وقوي.

## معاركه
- كافنديش ومونكي دي لوفي ضد دون تشينجاو

النتيجة: لم يفز احد
- كافنديش ضد مونكي دي لوفي

النتيجة: اوقفهم تشينجاو
- كافنديش (على هيئة هاكوبا) ضد مصارعين بلوك بي

النتيجة: هزيمة جميع المصارعين ماعدى ريبيكا
- كافنديش ومصارعين الكولوسيوم ضد قراصنة الدونكيهوتي

النتيجة: فوز كافنديش ومصارعين الكولوسيوم
- كافنديش ولوفي ضد الدمى العملاقة

النتيجة: تدخل بارتولوميو
- كافنديش، نيكو روبين وبارتولوميو ضد غلاديوس والدمى العملاقة

النتيجة: لم يفز احد
- كافنديش وبارتولوميو ضد غلاديوس وقراصنة الدونكيهوتي

النتيجة: فوز كافنديش وبارتولوميو
- كافنديش (على هيئة هاكوبا) ضد ديلينغر

النتيجة: فوز كافنديش بضربة واحدة

## هوامش
- اسم كافنديش مقتبس من المستكشف الإنجليزي الشهير توماس كافنديش، وكان معروف بالقرصنة والملاحة
- شخصيته المتقسمة مقتبسة من رواية الدكتور جيكل والسيد هايد حيث يوجد موقع في الرواية يسمى ساحة كافنديش
- يمتلك كافنديش بعض المواضيع الاوربية به مثلا:
- الخيول البيضاء لها اهمية في الاساطير في العالم
- قد تكون القابه تشير إلى الأمير البطل أو الفارس الابيض في الحكايات الخرافية
- اسم سيفه نفس اسم السيف الاسطوري لبطل الفرنة رولاند
- أسماء تقنياته ترجع إلى مسرحيات وأعمال أوروبية
- اسم هاكوبا الخاص بشخصيته الثانية يعني الحصان الابيض وهو أحد القاب كافنديش
- نعتب هاكوبا بكامايتشي هو إشارة إلى ابن عرس المنجلية أو كامايتشي من الفولكلور الياباني الذي كان يقطع الناس بسرعة وكأنه رياح
- وجه هاكوبا مشابه إلى قناع الكوميديا الذي يرتدى في المسرحيات والدراما
- في الاستطلاع الخامس لليابان لأكثر شخصية شعبية في ون بيس حصل كافنديش على المرتبة 27